# 2,3-二甲基-2-丁醇
2,3-二甲基-2-丁醇是一种有机化合物，化学式为C6H14O是六碳醇的同分异构体之一。它可由2,3-二甲基-2-丁烯的硼氢化-氧化反应制得。甲基(三氟甲基)过氧化酮对2,3-二甲基丁烷的氧化也能得到该产物。它和金属的二(三甲基硅基)氨基化物反应，生成金属的醇盐。